# Porto Belo (sítio arqueológico)
O Sítio Porto Belo é um sítio arqueológico localizado no município de Canindé de São Francisco, no estado de Sergipe. Foi identificado e escavado durante o Projeto Arqueológico de Xingó, desenvolvido antes da construção da Usina Hidrelétrica de Xingó. Originalmente composto por três sítios (Porto Belo I, II e III), tem datações situadas entre 342 e 2003 anos antes do presente .

## Contexto
O sítio estava localizado na fazenda do mesmo nome, num terraço fluvial a cerca de 7 metros acima da confluência entre o Rio São Francisco e o riacho Fechado. A vegetação era composta por catingueiras e juazeiros. 

## Escavações
Entre 1990 e 1994, três sítios (Porto Belo I, II e III) foram escavados numa área total de 264m², em até oito níveis de 20cm de profundidade. Entre os vestígios, foram encontradas peças líticas, cerâmica e osso de fauna . Em 2005, os três locais foram reinterpretados como um único sítio . 
O material faz hoje parte do acervo do Museu de Arqueologia de Xingó .

## Interpretações
As datações e as análises da cerâmica permitem identificar dois momentos de ocupação, anterior e posterior à colonização portuguesa no Brasil . Entretanto, não foram encontrados vestígios típicos do período colonial . Alguns autores associam o cachimbo encontrado nas escavações com o uso ritual atestado no povo Xocó .
A primeira ocupação do sítio está inserida na Fase 5 .